# Поборово (Поморське воєводство)
Поборово (пол. Poborowo, нім. Poberow) — село в Польщі, у гміні Тшебеліно Битівського повіту Поморського воєводства.
Населення — 206 осіб (2011).
У 1975-1998 роках село належало до Слупського воєводства.

## Демографія
Демографічна структура станом на 31 березня 2011 року:
|          | Загалом | Допрацездатний вік | Працездатний вік | Постпрацездатний вік |
| -------- | ------- | ------------------ | ---------------- | -------------------- |
| Чоловіки | 106     | 24                 | 69               | 13                   |
| Жінки    | 100     | 16                 | 62               | 22                   |
| Разом    | 206     | 40                 | 131              | 35                   |